# Лалошу (комуна)
Лалошу (рум. Laloșu) — комуна у повіті Вилча в Румунії. До складу комуни входять такі села (дані про населення за 2002 рік):
- Бербешть (529 осіб)
- Гіндарі (17 осіб)
- Лалошу (1044 особи)
- Молоджешть (530 осіб)
- Олтецань (313 осіб)
- Портерешть (210 осіб)

Комуна розташована на відстані 164 км на захід від Бухареста, 67 км на південний захід від Римніку-Вилчі, 30 км на північний схід від Крайови.

## Населення
За даними перепису населення 2002 року у комуні проживали 2643 особи.
Національний склад населення комуни:
| Національність   | Кількість осіб | Відсоток |
| ---------------- | -------------- | -------- |
| румуни           | 2260           | 85,5%    |
| цигани           | 381            | 14,4%    |
| угорці           | 1              | < 0,1%   |
| росіяни-липовани | 1              | < 0,1%   |

Рідною мовою назвали:
| Мова      | Кількість осіб | Відсоток |
| --------- | -------------- | -------- |
| румунська | 2481           | 93,9%    |
| циганська | 160            | 6,1%     |
| угорська  | 1              | < 0,1%   |
| російська | 1              | < 0,1%   |

Склад населення комуни за віросповіданням:
| Релігія       | Кількість осіб | Відсоток |
| ------------- | -------------- | -------- |
| православні   | 2630           | 99,5%    |
| адвентисти    | 7              | 0,3%     |
| римо-католики | 2              | 0,1%     |